# Aeroportul Nome
Aeroportul Nome (IATA: OME, ICAO: PAOM, FAA LID: OME) este un aeroport din Nome Census Area⁠(d), Unorganized Borough, Alaska, Alaska, Statele Unite ale Americii ce deservește zona Nome. Aeroportul a fost tranzitat în 2019 de 130.174 de pasageri. A fost numit după zona deservită.
Situat la o altitudine de 12 m, aeroportul dispune de 2 piste. Este operat de Alaska Department of Transportation & Public Facilities⁠(d).

## Infrastructură

### Piste
Aeroportul dispune de 2 piste. Pista 03/21 are suprafața de asfalt și dimensiunile 6.175 picioare × 150 picioare. Pista 10/28 are suprafața de asfalt și dimensiunile 6.000 picioare × 150 picioare. 